# Leskovac (Prizren)
Pour les articles homonymes, voir Leskovac (homonymie).
Leskovec en albanais et Leskovac en serbe latin (en serbe cyrillique : Лесковац) est une localité du Kosovo située dans la commune/municipalité de Prizren et dans le district de Prizren/Prizren. Selon le recensement kosovar de 2011, elle compte 134 habitants, dont 133 Albanais.

## Démographie

### Évolution historique de la population dans la localité
| 1948 | 1953 | 1961 | 1971 | 1981 | 1991 | 2011 |
| ---- | ---- | ---- | ---- | ---- | ---- | ---- |
| 437  | 465  | 518  | 628  | 609  | 575  | 134  |

|  |